# Paradiacantha spiniceps
Paradiacantha spiniceps är en insektsart som först beskrevs av Haan 1842.  Paradiacantha spiniceps ingår i släktet Paradiacantha och familjen Diapheromeridae. Inga underarter finns listade i Catalogue of Life.